# Daniel James (fotbollsspelare)
Daniel Owen James, född 10 november 1997, är en walesisk fotbollsspelare som spelar för Leeds United. Han representerar även det walesiska landslaget.

## Klubbkarriär
Den 12 juni 2019 värvades James av Manchester United, där han skrev på ett femårskontrakt med option på ytterligare ett år. Den 31 augusti 2021 värvades James till rivalen Leeds United, där kontraktet skrevs till sommaren 2026. Den 1 september 2022 lånades han ut till Fulham på ett säsongslån.